# Jean-Marie-Anne Hay de Bonteville
Jean-Marie-Anne-Hippolyte  Haÿ de Bonteville (né le 5 août 1741 - mort à Herbeys le  6 octobre 1788) est un prélat français du XVIIIe siècle, évêque de Saint-Flour puis évêque de Grenoble.

## Biographie
Jean-Marie-Anne-Hippolyte  Haÿ de Bonteville est docteur en théologie de la faculté de Paris, abbé commendataire de l'abbaye de Celles en 1771, vicaire général de l'archevêque d'Aix-en-Provence et représentant de la province ecclésiastique lors de l'Assemblée du clergé de 1775. 
Il semble bénéficier de protections à la cour et est nommé en 1776 à 35 ans évêque de Saint-Flour. Il est confirmé le 16 septembre et consacré le 6 octobre par le cardinal Giuseppe Maria Doria Pamphilj, évêque titulaire de Séleucie-en-Isaurie (de) et nonce apostolique en France. Réputé libertin, il ne tarde pas à « se déplaire et à déplaire » dans son diocèse auvergnat et obtient dès 1779 son transfert à  Grenoble. 
Comme évêque de Grenoble, Haÿ de Bonteville passe presque tout son temps à Paris ou dans sa maison de campagne de Fougères. Il est invité par le Parlement du Dauphiné à revenir résider dans son diocèse. Le 6 octobre 1788, il se suicide dans son château d'Herbeys, près de Grenoble, après avoir tenu un rôle trouble dans les événements pré-révolutionnaires du Dauphiné ayant entrainé la Journée des Tuiles en juin 1788.